# Карма Пакші
Карма Пакші (1203–1283) був другим Г'ялва Кармапою, главою школи Карма Каг'ю тибетського буддизму.
Карма Пакші народився в Чілей Цакто (Східний Тибет) і був свого роду вундеркіндом. В шість років він самостійно навчився писати та читати, а в десять з першого разу повністю запам'ятовував прочитаний текст. По дорозі в Центральний Тибет, куди він попрямував для продовження освіти, хлопець зустрів Помдрагпа Сонам Дордже, який отримав повну передачу повчань і методів школи Карма Каг'ю від Дрогена Речена — спадкоємця першого Кармапи. Помдрагпа, завдяки певним дуже прозорим видінням, з'ясував, що хлопець є новим переродженням Дюсум Кх'єнпи — першого Кармапи. Це також було вказано в листі, який Кармапа залишив Дрогену Речену.
Незважаючи на видатні здібності хлопчика, які пояснюються тим, що він вже був повністю просвітленим, Сонам Дордже передав Карма Пакші всі повчання засобом традиційних посвячень задля того, аби лінія передачі не перервалася. Ця традиція підтримується досі: незважаючи на внутрішню ясність, молоді Кармапи формально отримують усі передачі і посвячення.
Першу половину життя Карма Пакші присвятив медитаційним ретрітам. Окрім того він займався реставрацією монастирів, які заснував перший Кармапа, а також став відомим тим, що привніс в тибетську народну культуру звичай повторювати мантру співчуття: ОМ МАНІ ПЕМЕ ХУНГ.
Завдяки своїм надздібностям, Карма Пакші розширив славу школи Карма Каг'ю до Китаю та Монголії. У віці 47 років він за запрошенням правителя Китаю Хубілай-хана вирушив у трирічну мандрівку по Китаю. Стародавні джерела стверджують, що там він проявив багато дивовижних чудес, а також виступив у ролі миротворця. Карма Пакші відмовився улаштуватися при дворі, щоб не спровокувати конфлікт зі школою Сак'я, яка в той час мала великий вплив у Китаї.
Протягом наступних десяти років Кармапа багато мандрував територією Китаю, Монголії і Тибету та став відомим вчителем. Особливо його шанував Менгу-хан — брат Хубілая, який керував Монголією. Кармапа визнав його як свого учня в минулому житті. Після смерті Менгу в 1259 році Хубілай об'єднав Монголію і Китай та став першим китайським імператором династії Юань і п'ятим Великим ханом монгольської імперії. Хубілай засновував нову столицю, що стала сучасним Пекіном і почав керувати великою імперією, що розстелилася між Кореєю, Бірмою і Тибетом. Однак імператор таїв образу на Кармапу, який відмовився від його пропозиції залишитися в Китаї, а також був більш близьким з його братом. Тож Хубілай наказує арештувати Карма Пакші.
Легенди стверджують, що кожна спроба затримати чи навіть вбити Кармапу розвіювалися завдяки дивовижним здібностям останнього. Одного разу Кармапа паралізував батальйон із 37 тисяч солдат силою мудрою з двох пальців, при цьому не перестаючи проявляти співчуття. Після багатьох невдалих спроб китайців, Карма Пакші дозволив себе схопити і посадити до в'язниці, знаючи, що його чудеса і співчуття колись змусять Хубілая змінити своє відношення. Так воно і сталося, вражений та натхненний діями Кармапи імператор став його учнем.
Після цього Карма Пакші прожив у Китаї шість років. Він давав повчання, посвячення та благословення, збудував багато храмів та монастирів, а потім повернувся в Тибет у монастир Цурпху.
Одного дня Кармапа дав аудієнцію подружжю паломників із Тінгрі Лангкора (Південний Тибет) — Чьопхел і Чангден, він повідомив їм, що в наступному житті стане їх сином. Минуло п'ять місяців і в 1283 році, на вісімдесятому році життя Кармапа залишив своє тіло, здійснивши обряд перенесення свідомості.
Найкращими учнями другого Кармапи були Друптоп Ург'єнпа, Нйенре Гендюн Бум (в подальшому став одним із учителів третього Кармапи) та Мачава Джангчуп Цонду (видатний вчений, знавець Мадх'яміки).